# Karin Bang
Karin Bang (Oslo, 3 de diciembre de 1928-20 de agosto de 2017) fue una poeta y escritora noruega.

## Biografía
Bang era hija del industrial Alf Bang y de Dagmar Kathinka Hansen. Creció en un entorno aislado y protegido en Oslo, mientras que los veranos los pasaba en la casa de verano de la familia en Veierland, Vestfold, donde fue influenciada por la antigua cultura costera. A partir de 1947 trabajó durante cinco años como secretario hasta que publicó su primer libro. Se casó con el escritor Aasmund Brynildsen en 1952 y se mantuvieron juntos hasta la muerte de éste en 1974. Posteriormente, tuvo como compañero sentimental al escritor Sigbjørn Hølmebakk de 1979 hasta la muerte del escritor en 1981.
Bang hizo su debut literario en 1949 con dos novelas de lectura ligera, mientras que su primera novela Glemte vinger de 1951 le dio la reputación de escritora seria. Otras de sus novelas fueron Fjerne seil (1962) y Blåst om babord–! (1964). Su novela Blues (1968) de la escena de las drogas fue la base para una película de 1969, llamada Psychedelica Blues. Su trilogía Bedremannsbarn (1973), Borgersinn (1974) y Nye veier (1979) fue una crónica familiar desde principios del siglo XX. Su doble novela Jutøy, compuesto por Havet ble blod (1978) y Jag etter vind (1981), fueron dos novelas históricas de los pioneros balleneras en Vestfold entre 1809 y 1905. La historia tiene lugar en la isla ficticia de Jutøy y entre balleneros en el mar polar, y también representa a un pionero de la caza de ballenas Svend Foyn.
Fue miembro del consejo literario de la Unión de Autores Noruegos durante algunos años.
Bang era una apasionada coleccionista de muñecas antiguas, y editó la antología Har dukkene sjel? (1985), en el que contribuyó con un artículo sobre la historia cultural de las muñecas. Escribió dos libros infantiles, Lotte på loftet (1992) y Katten på Sjørøverøya (1994) y dos novelas policiacas, Mord i måneskinn (1956) y Seilas med døden (1960).

## Reconocimientos
Bang recibió multitud de premios literarios, entre los que se incluyen el Premio de la Sociedad Literaria Riksmål en 1966, el Premio Aschehoug en 1976, y el Gyldendal's Endowment en 1983 (compartido con el poeta Terje Johanssen). 